# 대한민국 민법 제724조
대한민국 민법 제724조는 청산인의 직무, 권한과 잔여재산의 분배에 대한 대한민국 민법 채권법 조합에 대한 조문이다. 2022년 12월 13일에 법률 제19069호로 시행되었다.

## 조문
724조(청산인의 직무, 권한과 잔여재산의 분배) ① 청산인의 직무 및 권한에 관하여는 제87조의 규정을 준용한다.
② 잔여재산은 각 조합원의 출자가액에 비례하여 이를 분배한다.

第724條(淸算人의 職務, 權限과 殘餘財産의 分配) ① 淸算人의 職務 및 權限에 關하여는 第87條의 規定을 準用한다.
② 殘餘財産은 各 組合員의 出資價額에 比例하여 이를 分配한다.

## 같이 보기
- 조합

## 참고 문헌
- 오현수, 일본민법, 진원사, 2014. ISBN 9788963463452
- 오세경, 대법전, 법전출판사, 2014 ISBN 9788926210277
- 이준현, LOGOS 민법 조문판례집, 미래가치, 2015. ISBN 9791155020869